# Ira Losco
Ira Losco   (Sliema, 31 de juliol de 1981) és una cantant maltesa, coneguda per haver representat Malta al Festival d'Eurovisió 2016 amb la cançó "Walk on Water" (en català, "Caminar sobre l'aigua"). Losco també va representar el seu país l'any 2002 al Festival d'Eurovisió, aquell any amb la cançó "7th Wonder" ("Setena Meravella"), on va quedar en segona posició a una distància de només 12 punts del guanyador. La seva parella, Sean Gravina, és conegut per haver participat en el programa de telerealitat de cuina Top Chef.